# Thank You (中島愛のアルバム)
『Thank You』（サンキュー）は、中島愛の3枚目のオリジナルアルバム。2014年2月26日にFlyingDogから発売された。

## 概要
2014年2月26日にFlyingDogから発売された。中島のアルバムとしては前作『Be With You』から約2年ぶりのリリースとなる。2013年12月に個人名義での歌手活動休止を発表し、本作のリリース後、3月20日に日本青年館でファイナルライブを行った（その後、2017年より音楽活動を再開）。
タイトルは、前2作のアルバムを直訳した「愛してる」、「一緒だよ」に繋がるような言葉として自身のファンへの感謝の意を表す英語にすることを考えたという。
ジャケット写真は撮影スタジオでシャッターボタンを握ってカメラと向き合い、セルフポートレイトで撮影した。
販売形態は、初回限定盤（VTZL-77）と通常盤（VTCL-60362）の2種リリースで、初回限定盤には「マーブル」のリミックスバージョンを含んだ特典CD「B面コレクション+1」およびフォトブックが同梱されている。ちなみに特典CDの曲順は中島自身が行った。選曲中は自己紹介が続くことに少し不安があったが、スタッフからは難なくゴーサインを貰えたという。

## 楽曲解説
1曲目「愛の重力」は、「アイドルが歌うプログレ」を思わせる格好良く大人になったことを実感できる曲。
2曲目「Carry Out!」は『パチスロ輪廻のラグランジェ』の挿入歌。
3曲目「マーブル」は、7thシングル曲であり、テレビアニメ『輪廻のラグランジェ season2』のオープニングテーマ。
4曲目「あの日の海」は『パチスロ輪廻のラグランジェ』"旅立ちの日、鴨川"のエンディングテーマ。
9曲目「そんなこと裏のまた裏話でしょ?」は、8thシングル曲であり、テレビアニメ『琴浦さん』のオープニングテーマ。
10曲目「ありがとう」は、9thシングル曲であり、テレビアニメ『たまゆら〜もあぐれっしぶ〜』のエンディングテーマ。
11曲目「Flower in Green」はテレビアニメ『輪廻のラグランジェ season2』の挿入歌。
12曲目「とうめいにんげん」は、当初は素直な気持ちを歌ったバラードソングが検討されていたが、スタッフが後日コトリンゴに本作のコンセプトを伝えたことで中島の心境を吐露したような楽曲に仕上がったという。ちなみに中島が作詞・作曲をコトリンゴが担当することを知ったのはレコーディングの後である。

## 収録内容

### DISC-1
| #   | タイトル                          | 作詞         | 作曲               | 編曲                                       | 時間 |
| --- | --------------------------------- | ------------ | ------------------ | ------------------------------------------ | ---- |
| 1.  | 「愛の重力」                      | 尾上文       | 西脇辰弥           | 西脇辰弥                                   | 6:29 |
| 2.  | 「Carry Out!」                    | L2           | 長岡成貢           | 長岡成貢                                   | 5:03 |
| 3.  | 「マーブル」                      | 岩里祐穂     | Rasmus Faber       | Rasmus Faber                               | 5:45 |
| 4.  | 「あの日の海」                    | 矢吹香那     | 矢吹香那           | 島田昌典                                   | 4:15 |
| 5.  | 「Wish」                          | 木村有希     | 木村有希、黒岩大樹 | 木村有希、黒岩大樹                         | 4:21 |
| 6.  | 「風色のフィルム」                | 矢野博康     | 矢野博康           | 矢野博康                                   | 4:52 |
| 7.  | 「Mamegu A Go! Go!」              | 北川勝利     | 北川勝利           | 北川勝利、西脇辰弥（ホーンアレンジ）       | 4:38 |
| 8.  | 「Megu2 Magic」                   | 木村有希     | 木村有希           | 木村有希、長谷泰宏（ストリングスアレンジ） | 4:35 |
| 9.  | 「そんなこと裏のまた裏話でしょ?」 | 西直紀       | hirao              | mukai                                      | 4:04 |
| 10. | 「ありがとう」                    | 尾崎亜美     | 尾崎亜美           | 佐藤準                                     | 4:52 |
| 11. | 「Flower in Green」               | Rasmus Faber | Rasmus Faber       | Rasmus Faber                               | 5:02 |
| 12. | 「とうめいにんげん」              | コトリンゴ   | コトリンゴ         | コトリンゴ                                 | 6:10 |

### DISC-2（初回限定盤のみ）
| #  | タイトル                            | 作詞           | 作曲         | 編曲         | 時間 |
| -- | ----------------------------------- | -------------- | ------------ | ------------ | ---- |
| 1. | 「パイン」                          | 春行           | 春行         | 川口圭太     | 4:19 |
| 2. | 「天使の絵の具」                    | 飯島真理       | 飯島真理     | 桜井康史     | 4:01 |
| 3. | 「陽のあたるへや」                  | 宮川弾         | 宮川弾       | 宮川弾       | 4:55 |
| 4. | 「ナイショのはなし」                | 中島愛、西直紀 | 窪田ミナ     | 窪田ミナ     | 4:17 |
| 5. | 「星空」                            | 伊藤利恵子     | 西脇辰弥     | 西脇辰弥     | 4:28 |
| 6. | 「パンプキンケーキ」                | 矢吹香那       | 矢吹香那     | 鈴木智文     | 4:20 |
| 7. | 「忘れないよ。」                    | 矢吹香那       | 矢吹香那     | 清水信之     | 4:52 |
| 8. | 「素直」                            | Castella       | Castella     | 窪田ミナ     | 4:43 |
| 9. | 「マーブル 〜Rasmus Faber Remix〜」 | 岩里祐穂       | Rasmus Faber | Rasmus Faber | 5:53 |

## 演奏

### Disc 1
- 中島愛
  - Vocal
  - Backing Vocals (#1-11)
- 西脇辰弥：Keyboards, Cymbals & Programming (#1)
- 山木秀夫：Drums (#1)
- 土方隆行：Guitar (#1)
- 木村誠：Percussion (#1)
- Adrian Bergerac：Guitar (#2)
- 佐々木史郎：Trumpet (#2)
- 奥村晶：Trumpet (#2)
- クラッシャー木村ストリングス：Strings (#2)
- 長岡成貢：Keyboards, All Other Instruments & Programming (#2)
- Rasmas Faber：Keyboards & Programming (#3.11)
- JR Robertson：Drums (#3.11)
- Mad Midget：Bass (#3.11)
- Carl Bjoersell：Guitar (#3.11)
- Claudia Bonfiglioli：Violin & Viola (#3.11)
- 島田昌典：Acoustic Piano & Organ (#4)
- 坂田学：Drums (#4)
- 沖山優司：Bass (#4)
- 狩野良昭：Guitar (#4)
- 木村有希 (園田健太郎)
  - Guitar & Programming (#5.8)
  - Bass, Backing Vocals, Response Chorus & Handclapping (#8)
- 佐野康夫 ：Drums (#5.7.8)
- 中西道彦：Bass (#5)
- 松本圭司：Acoustic Piano (#5)
- 楠均：Drums (#6)
- 鈴木正人：Bass (#6)
- 名越由貴夫：Guitar (#6)
- 皆川真人：Acoustic Piano (#6)
- 矢野博康：Programming & Tambourine (#6)
- 桑野聖ストリングス：Strings (#6)
- 千ヶ崎学 (キリンジ)：Bass (#7)
- 奥田健介 (NONA REEVES)：Guitar (#7)
- 扇谷研人：Acoustic Piano & Hammond Organ (#7)
- 北川勝利
  - Tambourine & Vibraslap (#7)
  - Backing Vocals (#7.8)
  - Response Chorus & Handclapping (#8)
- acane_madder
  - Backing Vocals (#7)
  - Response Chorus & Handclapping (#8)
- 木村正和：Backing Vocals (#7)
- 福田正夫 (FlyingDog)、海原千雅 (マネージャー)
  - Backing Vocals (#7)
  - Response Chorus & Handclapping (#8)
- 松木隆裕、入山和代：Trumpet (#7)
- 吉田俊之：Trombone (#7)
- 包国充：Tenor Sax (#7)
- 長谷泰宏：Programming, Response Chorus & Handclapping (#8)
- 弦一徹ストリングス：Strings (#8)
- 佐々木史朗 (FlyingDog)、伊藤将生 (FlyingDog)、鈴木“JACK”裕介 (FlyingDog)、宮下昌也 (STARDUST MUSIC)、なみちゃん、こんちゃん、おしめじくん、浜中里枝、安田みずほ、謎の人物K：Response Chorus & Handclapping (#8)
- mukai (SpiralS)：Bass, Guitar & Programming (#9)
- 牟田昌広：Drums (#9)
- 佐藤準：Acoustic Piano & Keyboards (#10)
- 林立夫：Drums (#10)
- 小原礼：Bass (#10)
- 佐橋佳幸：Guitar (#10)
- 山崎哲雄：Manipulator (#10)
- Kanaストリングス：Strings (#10)
- コトリンゴ：Acoustic Piano (#12)

### Disc 2
- 中島愛
  - Vocal
  - Backing Vocals (#2-8)
- 川口圭太：All Instruments (#1)
- 金原千恵子ストリングス：Strings (#2.7)
- 桜井康史：All Other Instruments (#2)
- 弦一徹ストリングス：Strings (#3)
- 佐藤潔：Tuba (#3)
- 庄司さとし：Oboe (#3)
- 矢野博康：Snare Drum (#3)
- 宮川弾：Piano, Flute & All Other Instruments (#3)
- 窪田ミナ
  - Rhodes & Programming (#4)
  - Piano (#8)
- Jonathan Hammill：Horn (#4)
- 杉野裕ストリングス：Strings (#4.8)
- 西脇辰弥：Keyboards & Programming (#5)
- 古川昌義：Acoustic Guitar (#5)
- 松木隆裕、寺内茂：Trumpet (#5)
- 鈴木智文：Guitar & Programming (#6)
- 山木秀夫：Drums (#6)
- 難波弘之：Rhodes (#6)
- 野宮真貴：Backing Vocals (#6)
- 佐橋佳幸：Acoustic Guitar (#7)
- 清水信之＆his LANGUAGE ORCHESTRA：All Other Instruments (#7)

## チャート
| チャート（2014年）                     | 最高位 |
| -------------------------------------- | ------ |
| オリコン                               | 25     |
| Billboard JAPAN Top Albums             | 21     |
| サウンドスキャンジャパン（初回限定盤） | 19     |